# Петар Жеков
Петар Петров Жеков (буг. Петър Петров Жеков; Книжовник, 10. октобар 1944 — Софија, 18. фебруар 2023) био је бугарски фудбалер који је играо на позицији нападача. Сматра се једним од најбољих бугарских нападача свих времена. Освојио је сребрну медаљу на Летњим олимпијским играма 1968.
Каријеру је почео у Димитровграду где је одиграо једну сезону. Првобитно је играо као дефанзивац, али је по савету тренера Христа Хаџијева прешао на позицију нападача. Касније је прешао у клуб Берое Стара Загора, где је два пута био најбољи стрелац Бугарске. Између 1968. и 1975. године Жеков је играо за ЦСКА Софију и постигао 144 гола чиме је постао најбољи стрелац клуба свих времена.

## Трофеји
ЦСКА Софија
- Прва лига Бугарске: 1968/69, 1970/71, 1971/72, 1972/73, 1974/75.
- Куп Бугарске: 1969, 1972, 1973, 1974.

Индивидуални
- Златна копачка: 1969.
- Најбољи стрелац Прве лиге Бугарске: 1967, 1968, 1969, 1970, 1972, 1973.